# Le Trésor d'Erik le Rouge
 (août 2022).
Si vous disposez d'ouvrages ou d'articles de référence ou si vous connaissez des sites web de qualité traitant du thème abordé ici, merci de compléter l'article en donnant les références utiles à sa vérifiabilité et en les liant à la section « Notes et références ».
Le Trésor d'Erik le Rouge est un album de littérature jeunesse écrit par Françoise Guillaumond et illustré par Christine Ponchon, publié en 2001 aux éditions Magnard.
La particularité de ce livre est qu’il mêle à la fois album et bande dessinée humoristique.

## Personnages
- Les trois filles d'Erik le Rouge
- Des pirates

## Thèmes
La chasse aux trésors, les pirates, la Bande dessinée, l’humour

## Histoire
Pour devenir de vrais pirates, les trois filles d’Erik le Rouge ont dû réussir trois épreuves : couler trois bateaux, boire trois barils de soupe, se laver trois fois de la tête aux pieds, ce qu’elles détestent par-dessus tout.
Fiers d’elles, les pirates qui les ont recueillies après le naufrage de leur père, les proclament alors pirates des mers et les emmènent à la recherche du trésor d’Erik le Rouge. Celui-ci, avant de mourir, a laissé trois indices : un coquillage, une pierre, une dent de léopard.
Elles partent alors d’îles en indices, surmontent des obstacles et réussissent à réunir les trois morceaux de cartes indiquant l’emplacement du fabuleux trésor d’Erik le Rouge.

## Exploitation pédagogique
- Un cahier d’activités en lecture pour les CP a été réalisé par l’auteur (Magnard, 2004) dans la collection « Que d’histoires ! » ;
- Travail sur la Bande dessinée : le rapport entre l’illustration et les bulles;
- Travail sur le plan : se repérer en prenant des indices, tracer une carte… ;
- Travail sur Erik le Rouge.